# Площадь Ленина (Апатиты)
Площадь Ленина — центральная площадь города Апатиты. Названа в честь российского и советского политического и государственного деятеля мирового масштаба, революционера, создателя Российской социал-демократической рабочей партии (большевиков), одного из организаторов и руководителей Октябрьской революции 1917 года в России, председателя Совета Народных Комиссаров (правительства) РСФСР создателя первого в мировой истории социалистического государства Владимира Ильича Ленина.

## История
Площадь Ленина строилась как часть Социалистической улицы (ныне улица Ленина), строительство которых началось в середине 50-х годов. Здесь проводятся различные праздничные мероприятия города.

## Достопримечательности
- Памятник Ленину, поставленный в 1970 году возле Администрации города Апатиты.
- Памятник «Землякам, погибшим в годы Великой Отечественной войны», расположенный в сквере около кинотеатра «Полярный», воздвигнутый в 2013 году.[2]

## Расположение улицы
Расположена в центральной части города.
От площади начинается улица Ленина. Так же площадь пересекает улица Ферсмана.

## Пересекает улицы
- ул. Ленина
- ул. Ферсмана

## Здания
- № 1 — Администрация муниципального образования город Апатиты с подведомственной территорией и города Апатиты.
- № 3 — Кинотеатр «Полярный».
- № 4 — Центральное отделение «Почта России» по городу Апатиты.

## Транспорт
На площади расположена остановка, через которую ходят маршруты № 8, 9, 11, 12, 102, 128, 130, 131, 135, 136 и маршрутки № 102.
Напротив кинотеатра «Полярный» находится остановка междугороднего транспорта с маршрутами № 209 до Мурманска, № 210 до Мончегорска и № 228 до Ковдора.